# Nicole Fossa Huergo
Nicole Fossa Huergo (Isernia, 26 maggio 1995) è una tennista italiana.

## Carriera
Nicole Fossa Huergo ha vinto 1 titolo in singolare e 12 titoli in doppio nel circuito ITF in carriera. Il 9 dicembre 2024 ha raggiunto il best ranking in singolare alla 256ª posizione mondiale, mentre il 28 luglio 2025 ha raggiunto la 112ª posizione in doppio.
Ha giocato tennis collegiale negli Stati Uniti d'America per la Università statale dell'Arizona, nella squadra Arizona State Sun Devils.
Il 7 dicembre 2024, ha raggiunto la sua prima finale in un torneo WTA 125 al MundoTenis Open 2024 di Florianópolis insieme alla ucraina Valerija Strachova, perdendo dalla coppia composta dalla polacca Maja Chwalińska e dalla brasiliana Laura Pigossi con il punteggio di 6(3)-7, 3-6.
Ad aprile 2025 vince il titolo più importante in carriera, il 100.000$ di Madrid, nel doppio insieme all'azera Jibek Kulambaeva. Il mese successivo gioca il suo primo match nel tabellone di un torneo del circuito principale WTA a Rabat: dopo aver perso al turno decisivo delle qualificazioni contro Tatiana Pieri rientra nel main draw grazie al ritiro di Mayar Sherif incontrando Arantxa Rus, la quale si aggiudica il match con il punteggio di 6-3, 6(7)-7, 6-1. Nello stesso torneo, in doppio con Bolsova, batte la coppia numero uno del tabellone Danilina/Chromačëva in due set prima di perdere ai quarti contro Joint/Kalašnikova: si tratta della prima vittoria in carriera nel main draw di un torneo del circuito maggiore.
Anche ad Amburgo, a luglio, viene ripescata dopo aver perso il turno decisivo delle qualificazioni dall'olandese Vedder; nel primo turno del tabellone principale viene però sconfitta con un doppio 6-1 da Leyre Romero Gormaz. Nel successivo torneo di Praga raggiunge per la seconda volta in carriera i quarti di finale in doppio, questa volta in coppia con Priscilla Hon, superando le ceche Šalková e Valentová, tuttavia la coppia italo australiana è costretta al ritiro prima del match.

### Doppio

#### Sconfitte (1)
| N. | Data            | Torneo                         | Superficie  | Compagna           | Avversarie in finale          | Punteggio   |
| 1. | 7 dicembre 2024 | MundoTenis Open, Florianópolis | Terra rossa | Valerija Strachova | Maja Chwalińska Laura Pigossi | 6(3)-7, 3-6 |

## Statistiche ITF

### Singolare

#### Vittorie (1)
| Torneo $100.000 (0) |
| Torneo $80.000 (0)  |
| Torneo $60.000 (0)  |
| Torneo $40.000 (0)  |
| Torneo $25.000 (1)  |
| Torneo $15.000 (0)  |

| N. | Data            | Torneo                        | Superficie  | Avversaria in finale | Punteggio     |
| 1. | 20 ottobre 2024 | ForteVillage ITF Trophy, Pula | Terra rossa | Federica Urgesi      | 6-0, 3-6, 6-2 |

#### Sconfitte (4)
| Torneo $100.000 (0) |
| Torneo $80.000 (0)  |
| Torneo $60.000 (0)  |
| Torneo $40.000 (0)  |
| Torneo $25.000 (1)  |
| Torneo $15.000 (3)  |

| N. | Data             | Torneo                             | Superficie  | Avversaria in finale   | Punteggio           |
| 1. | 17 novembre 2019 | Topspin Energy Cup, Solarino       | Sintetico   | Tayisiya Morderger     | 6(5)-7, 7–6(7), 1–6 |
| 2. | 29 agosto 2021   | Elite Tennis Club Cup, Čornomors'k | Terra rossa | Darja Semeņistaja      | 3-6, 2-6            |
| 3. | 3 settembre 2023 | Brasov Cup, Brașov                 | Terra rossa | Alisa Baranovs'ka      | 3-6, 3-6            |
| 4. | 27 ottobre 2024  | ForteVillage ITF Trophy, Pula      | Terra rossa | Carlota Martínez Círez | 4-6, 3-6            |

### Doppio

#### Vittorie (12)
| Torneo $100.000 (1) |
| Torneo $80.000 (0)  |
| Torneo $60.000 (1)  |
| Torneo $40.000 (2)  |
| Torneo $25.000 (3)  |
| Torneo $15.000 (5)  |

| N.  | Data              | Torneo                                                       | Superficie  | Compagna             | Avversarie in finale                       | Punteggio              |
| 1.  | 26 dicembre 2020  | GD Tennis Academy, Adalia                                    | Terra rossa | Julia Kimmelmann     | Anastasija Poplavs'ka Arina Solomatina     | 6-3, 6-3               |
| 2.  | 1º maggio 2021    | Egypt ITF World Tennis Tour, Il Cairo                        | Terra rossa | Jibek Kulambaeva     | Elina Avanesjan Oana Gavrilă               | 6-3, 6-2               |
| 3.  | 5 giugno 2021     | Banja Luka Ladies Open, Banja Luka                           | Terra rossa | Bojana Marinković    | Katarína Kužmová Elena Milovanović         | 6–2, 3–6, [10–8]       |
| 4.  | 4 dicembre 2021   | Heraklion Women's, Heraklion                                 | Terra rossa | Lauryn John-Baptiste | Valerija Oljanovskaja Nina Oljanovskaja    | 7-5, 6-4               |
| 5.  | 22 luglio 2023    | Kapitel Estonian Open, Pärnu                                 | Terra rossa | Luisa Meyer          | Lucija Ćirić Bagarić Jenny Dürst           | 7-5, 7-5               |
| 6.  | 26 agosto 2023    | Brasov Cup, Brașov                                           | Terra rossa | Bojana Marinković    | Bianca Bărbulescu Linda Ševčíková          | 6-2, 6-4               |
| 7.  | 20 gennaio 2024   | Buenos Aires Women's, Buenos Aires                           | Terra rossa | Miriana Tona         | Melany Krywoj Noelia Zeballos              | 7-5, 6-3               |
| 8.  | 10 agosto 2024    | Slaskie Open, Bytom                                          | Terra rossa | Jibek Kulambaeva     | Maryna Kolb Nadiia Kolb                    | 7–6(6), 6–2            |
| 9.  | 21 settembre 2024 | AAT Tucumán Women's, San Miguel de Tucumán                   | Terra rossa | Jibek Kulambaeva     | María Paulina Pérez Aurora Zantedeschi     | 6-3, 4-6, [10-7]       |
| 10. | 5 ottobre 2024    | São Paulo Torneio Internacional de Tênis Feminino, San Paolo | Terra rossa | Jibek Kulambaeva     | Elenē Christofē Aurora Zantedeschi         | 3-6, 6-2, [10-4]       |
| 11. | 18 gennaio 2025   | Buenos Aires Women's, Buenos Aires                           | Terra rossa | Anastasia Abbagnato  | Silvia Ambrosio Verena Meliss              | 3–6, 6–4, [10–8]       |
| 12. | 19 aprile 2025    | Open Villa de Madrid, Madrid                                 | Terra rossa | Jibek Kulambaeva     | Marina Bassols Ribera Andrea Lázaro García | 7-6(7), 6(4)-7, [10-7] |

#### Sconfitte (16)
| Torneo $100.000 (0) |
| Torneo $80.000 (0)  |
| Torneo $60.000 (0)  |
| Torneo $40.000 (1)  |
| Torneo $25.000 (11) |
| Torneo $15.000 (4)  |

| N.  | Data              | Torneo                                        | Superficie      | Compagna            | Avversarie in finale                     | Punteggio        |
| 1.  | 16 novembre 2019  | Topspin Energy Cup, Solarino                  | Sintetico       | Emma Davis          | Tayisiya Morderger Yana Morderger        | 2-6, 3-6         |
| 2.  | 11 gennaio 2020   | Club Megasaray Cup Series, Adalia             | Terra rossa     | Vasilisa Aponasenko | Oleksandra Oliynykova Sapfo Sakellaridi  | 2-6, 2-6         |
| 3.  | 29 maggio 2021    | Sibenik Open, Sebenico                        | Terra rossa     | Nefisa Berberović   | Petra Marčinko Natália Szabanin          | 4-6, 6-3, [4-10] |
| 4.  | 12 febbraio 2022  | Club Las Lomitas, Tucumán                     | Terra rossa     | Noelia Zeballos     | María Carlé Julieta Estable              | 6-3, 0-6, [7-10] |
| 5.  | 6 marzo 2022      | Copa Banco Guayaquil, Guayaquil               | Cemento         | Noelia Zeballos     | Andrea Gámiz Sofia Sewing                | 4-6, 5-7         |
| 6.  | 27 agosto 2022    | Verbier Open, Verbier                         | Terra rossa     | Michaela Bayerlová  | Erina Hayashi Kanako Morisaki            | 2-6, 1-6         |
| 7.  | 3 giugno 2023     | Open Internacional Femenino, Yecla            | Cemento         | Matilda Mutavdzic   | Georgina García Pérez Katarina Kozarov   | 3-6, 4-6         |
| 8.  | 7 luglio 2023     | Torneo Internacional de Tenis de Getxo, Getxo | Terra rossa (i) | Noelia Zeballos     | Diletta Cherubini Anna Sisková           | 2-6, 4-6         |
| 9.  | 2 settembre 2023  | Brasov Cup, Brașov                            | Terra rossa     | Julija Stamatova    | Simona Ogescu Linda Ševčíková            | 6(8)-7, 5–7      |
| 10. | 30 settembre 2023 | Women's Luján, Luján                          | Terra rossa     | Luisa Meyer         | Martina Capurro Taborda Fernanda Labraña | 2-6, 5-7         |
| 11. | 7 ottobre 2023    | Mendoza Women's, Mendoza                      | Terra rossa     | Luisa Meyer         | Romina Ccuno Victoria Rodríguez          | 3-6, 3-6         |
| 12. | 9 dicembre 2023   | São Paulo Tennis Classic, Mogi das Cruzes     | Terra rossa     | Justina Mikulskytė  | Ana Candiotto Melany Krywoj              | 2-6, 6-1, [6-10] |
| 13. | 27 aprile 2024    | Copa de Mosquera, Mosquera                    | Terra rossa     | Miriana Tona        | Jazmín Ortenzi María Portillo Ramírez    | 3-6, 2-6         |
| 14. | 4 maggio 2024     | Copa Mesa de Yeguas, Anapoima                 | Terra rossa     | Miriana Tona        | Jazmín Ortenzi María Portillo Ramírez    | 4-6, 3-6         |
| 15. | 28 settembre 2024 | Pilar Women's Open, Pilar                     | Terra rossa     | Jibek Kulambaeva    | Carolina Alves Julia Riera               | 4-6, 5-7         |
| 16. | 15 febbraio 2025  | Antalya Series, Adalia                        | Terra rossa     | Jibek Kulambaeva    | Li Yu-yun Li Zongyu                      | 2–6, 6–2, [6–10] |